# Gerard Way
Gerard Arthur Way (Summit, 9 de abril de 1977) é um cantor, compositor e escritor de histórias em quadrinhos estadunidense. Ele é mais conhecido como o vocalista principal e co-fundador da banda de rock My Chemical Romance, desde sua criação em 2001. Gerard lançou seu álbum solo de estreia, intitulado Hesitant Alien, em 2014.
Gerard co-criou e escreveu a minissérie em quadrinhos The True Lives of the Fabulous Killjoys e a série em quadrinhos vencedora do Eisner Award The Umbrella Academy, sendo que esta última foi posteriormente adaptada para uma série da Netflix lançada em 2019. Gerard também é co-fundador da Young Animal, um selo da DC Comics. Ele é co-criador de Peni Parker, uma versão alternativa do Homem-Aranha no Universo Marvel.

## Infância
Gerard nasceu em Summit, Nova Jérsia, em 9 de abril de 1977, filho de Donna Lee e Donald Way. Ele tem ascendência italiana e escocesa. Criado em Belleville, Nova Jersey, ao lado do irmão Mikey Way, ele começou a cantar publicamente pela primeira vez na quarta série, quando interpretou o papel de Peter Pan em uma produção musical da escola. Sua avó materna, Elena Lee Rush, foi uma grande influência criativa que o ensinou a cantar, pintar e se apresentar desde jovem; ele afirmou que "ela me ensinou tudo o que sei". Além disso, ainda na escola primária, a banda de glam metal Bon Jovi foi fundamental para despertar seu amor pela música, e o primeiro concerto que Gerard assistiu foi o do músico estadunidense Bruce Springsteen.
Aos 15 anos, Gerard foi ameaçado com uma arma de fogo. Conforme declarado em uma entrevista para a Rolling Stone em abril de 2008, "fui ameaçado com um Magnum .357, com ela apontada para a minha cabeça, e fui colocado no chão como numa execução". Ele continuou dizendo que "não importa o quão feio o mundo fique ou o quão estúpido ele me pareça, eu sempre tenho fé [nele]". Aos 16 anos, ele participou de um episódio do programa da apresentadora Sally Jesse Raphael para discutir a polêmica em torno da divulgação dos crimes do assassino em série Jeffrey Dahmer em quadrinhos. Gerard frequentou a Belleville High School, formando-se em 1995. Decidindo seguir uma carreira na indústria de quadrinhos, ele ingressou na School of Visual Arts em Nova Iorque, formando-se com um bacharelado em Artes em 1999.

## Carreira musical

### My Chemical Romance (2001-2013)
Na adolescência, Gerard e seu irmão Mikey Way, que mais tarde se tornou o baixista do My Chemical Romance, foram influenciados por bandas como Iron Maiden, Misfits, Danzig, Black Flag, Queen, Pulp, Blur, Morrissey e The Smiths. Inicialmente, Gerard queria ser guitarrista. Sua avó comprou sua primeira guitarra para ele aos oito anos, e ele tocou em bandas de que duraram pouco tempo, chamadas Ray Gun Jones e Nancy Drew com quem seria seu futuro companheiro de banda, Ray Toro. Quando ele não teve sucesso (uma banda o expulsou devido à sua falta de habilidade com a guitarra), ele optou por concentrar-se em sua carreira artística.
Gerard estava trabalhando como estagiário para a Cartoon Network em Nova Iorque durante os ataques de 11 de setembro de 2001. Ver os efeitos dos ataques pessoalmente fez com que Gerard mudasse suas perspectivas de vida nas semanas seguintes. Ele disse à revista Spin: "Literalmente, disse a mim mesmo: 'Foda-se a arte. Eu tenho que sair do porão. Eu tenho que ver o mundo. Eu tenho que fazer a diferença'". Para lidar com os efeitos emocionais que os ataques tiveram sobre ele, Gerard escreveu a letra da música "Skylines and Turnstiles", que se tornou a primeira música do My Chemical Romance.
Gerard também contribuiu vocalmente para músicas de outras bandas, como "Kill the Music" do Every Time I Die, "Graduation Day" do Head Automatica, "In Defense of the Genre" do Say Anything, e "From My Cold Dead Hands" e "Barnabus Collins Has More Skeletons in His Closet Than Vincent Price" do The Oval Portrait.
Em entrevistas, Gerard afirmou que a música e sua arte foram meios eficazes para lidar com suas longas batalhas contra a depressão, alcoolismo e abuso de medicamentos prescritos. O uso da música para resolver conflitos pessoais também levou Gerard criar músicas profundamente pessoais, como "Helena", que ele escreveu em memória de sua falecida avó.
Em 22 de março de 2013, o My Chemical Romance anunciou sua separação.

### Hesitant Alien(2014-2016)
Em maio de 2014, Gerard lançou seu site baseado no Tumblr, onde anunciou que havia assinado contrato com a Warner Bros. Records como artista solo e estava prestes a concluir seu primeiro álbum solo. Além disso, ele anunciou uma nova música, "Action Cat", lançada posteriormente em junho como single promocional de seu novo álbum, e seus primeiros shows solo nos Reading e Leeds Festivals de 2014. Mais tarde, anunciou outra apresentação solo que ocorreu no Wedgewood Rooms em Portsmouth, em 20 de agosto. Em 19 de agosto, Gerard transmitiu um novo videoclipe para a música "No Shows", lançada como o primeiro single do novo álbum em 19 de agosto. O álbum, intitulado Hesitant Alien, foi lançado em 30 de setembro de 2014.
Quando perguntado por que escolheu incorporar o gênero Britpop em sua música, Gerard afirmou que gostava da energia e do estilo da música e de sua cena, e sentiu-se instigado a reviver aspectos do gênero na América.
Em fevereiro e março de 2015, Gerard se apresentou como artista solo com The Hormones no palco principal dos festivais de música Soundwave na Austrália em 2015 e foi a atração principal de um show extra em Melbourne.
No início de 2015, foi anunciado que ele se apresentaria no Boston Calling Music Festival em maio de 2015.
No Record Store Day de 2016, Gerard lançou dois faixas exclusivas e inéditas de Hesitant Alien intituladas "Don't Try" e "Pinkish".

### Singles solo e reunião (2018-presente)

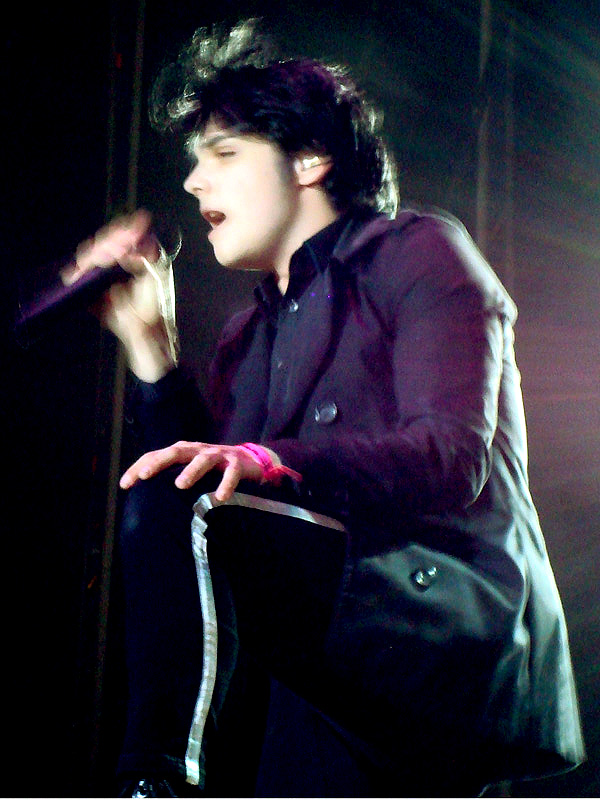
Gerard Way em 2007

Em 28 de outubro de 2018, Gerard lançou seu primeiro single solo significativo em mais de dois anos, intitulado "Baby You're a Haunted House". O single conta com a participação de seu irmão e companheiro de banda, Mikey Way, no baixo. O vídeo oficial da letra, que apresenta quatro músicos mascarados de esqueleto interpretando a música, foi lançado no YouTube no mesmo dia.
Em 15 de novembro, Gerard lançou outro single, "Getting Down the Germs", coescrito com o colega de banda Ray Toro. O single "dá uma espiada para onde [Gerard] estará musicalmente", de acordo com um comunicado divulgado por ele próprio.
Em 14 de dezembro, Way lançou um terceiro single, "Dasher", que conta com vocais adicionais de Lydia Night, da banda The Regrettes. O single é uma história temática de Natal sobre uma garota que se apaixona por uma rena enquanto aguardam se reunir após uma longa ausência.
Em 24 de janeiro de 2019, Way lançou uma versão de "Hazy Shade of Winter" de Simon & Garfunkel, novamente em colaboração com Ray Toro. A música foi destaque no trailer da adaptação da série de televisão da Netflix de The Umbrella Academy, que foi lançada no mesmo dia. Em 8 de fevereiro de 2019, Gerard lançou uma versão de "Happy Together" de The Turtles, mais uma vez com a participação de Ray. A música também aparece em The Umbrella Academy.
Em 31 de outubro de 2019, o My Chemical Romance anunciou sua reunificação com uma apresentação em Los Angeles em 20 de dezembro e uma nova linha de mercadorias. Posteriormente, anunciaram uma turnê norte-americana em 2020, bem como datas na Austrália, Nova Zelândia e Japão. A turnê foi adiada para 2022, devido à pandemia de COVID-19.
Em 8 de julho de 2020, Gerard lançou uma música original intitulada "Here Comes the End", que conta com a participação da cantora Judith Hill e aparece na segunda temporada de The Umbrella Academy.

### Gerard Way e The Hormones
Como artista solo, Gerard se apresenta com uma banda ao vivo para fornecer instrumentação e vocais adicionais.
Nota: Esta é a formação mais recente da turnê em apoio ao álbum Hesitant Alien.
- Gerard Way - vocal principal, percussão
- Ian Fowles - guitarra, vocais de apoio
- Matt Gorney - guitarra baixo, vocais de apoio
- Jarrod Alexander - bateria, percussão
- James Dewees - teclados, sintetizador, piano, vocais de apoio

### Outras colaborações musicais
Em 2008, Gerard e o projeto musical Julien-K remixaram uma versão da música "Sleep When I'm Dead" do The Cure para o EP Hypnagogic States. Todos os lucros obtidos com as vendas do EP foram destinados ao financiamento da Cruz Vermelha Internacional.
No início de 2009, Gerard e o cantor japonês Kyosuke Himuro co-produziram a música tema para o filme Advent Children Complete, o corte do diretor em Blu-ray da sequência do popular videogame Compilation of Final Fantasy VII. Gerard também é creditado por escrever a letra e cantar ao lado de Kyosuke Himuro. A música, intitulada "Safe and Sound", foi lançada no iTunes em 29 de abril de 2009. Esta música é ouvida apenas na versão japonesa do filme; a versão em inglês usa "Calling" de Himuro (a trilha original de encerramento para Advent Children) em seu lugar. Ele também contribuiu com vocais para a mixagem da música "Professional Griefers" do produtor musical deadmau5.
Um grande apoiador da banda britânica de rock LostAlone, Gerard é o produtor executivo de seu segundo álbum de estúdio, I'm a UFO in This City (2012).
Gerard contribuiu com vocais convidados para "Falling in Love Will Kill You" do álbum solo de estreia Gold Blooded de Wrongchilde, um projeto pseudônimo do líder da Kill Hannah, Mat Devine.
Em 2015, Gerard co-escreveu e contribuiu com vocais de apoio para a música "Louder Than Your Love" no álbum solo de estreia The Shadow Side do líder do Black Veil Brides, Andy Biersack.
Gerard participou de Rōnin de Ibaraki em março de 2022 ao lado do vocalista principal e guitarrista do Trivium, Matt Heafy.

## Outros empreendimentos

### 1993-presente: Escrita
A primeira tentativa de Way em escrever uma história em quadrinhos foi aos 16 anos, em 1993, quando escreveu a história On Raven's Wings, publicado pela Hart D. Fisher, que mais tarde foi cancelado, para não perder a equipe de arte; ele foi creditado como Garry Way.
Em 2007, Way começou a escrever as histórias em quadrinhos The Umbrella Academy. Way escreveu a história e ilustrou a versão original, Apocalypse Suite, junto ao cartunista Gabriel Bá. Apocalypse Suite foi lançado pela Dark Horse Comics gratuitamente em 5 de maio de 2007. Desde então, uma história de oito páginas foi publicada intitulada "Safe & Sound", que apareceu em uma coleção de histórias intitulado MySpace Dark Horse Presents Volume One. A primeira edição oficial do The Umbrella Academy foi lançado em 19 de setembro, 2007. A primeira edição esgotou-se e, consequentemente, houve uma segunda impressão lançado em 17 de outubro de 2007. Apocalypse Suite ganhou em 2008 o Eisner Award de Melhor Série Limitada. A seguinte edição da série, Dallas, foi lançado em 26 de novembro de 2008, e uma terceira parcela intitulada Hotel Oblivion está atualmente em produção.
Em 2009, Way e seus colegas Shaun Simon e Becky Cloonan estavam em processo de desenvolvimento e criação de uma nova série de quadrinhos intitulada The True Lives of the Fabulous Killjoys. Em 2012, em Nova Iorque, a equipe anunciou que a primeiro edição da série seria lançado em 2013. Em 2011, o My Chemical Romance afirmou que Mikey e Gerard estavam trabalhando em outro projeto de quadrinhos que haviam mantido em sigilo desde meados de 2009. Em 21 de dezembro de 2013, Way afirmou que ele e Gabriel Bá estarão, trabalhando na terceira e quarta parte de sua série de quadrinhos The Umbrella Academy, a partir do novo ano.
Em uma entrevista em 31 de dezembro de 2013, com Chris Thompson da Pop Culture Hound, Gerard falou sobre sua nova série com mais detalhes e confirmou que ele faria dois volumes. Além disso, ele falou sobre sua nova série de quadrinhos All Ages, que apareceu pela primeira vez como uma série de imagens em seu Twitter. Embora o projeto não tem um editor ou um artista no momento, ele está trabalhando ativamente na história de gatos no ensino médio que estão descobrindo o seu lugar no mundo. Way escreveu em 2014 a história Edge of Spider-Verse n° 5, para a Marvel.
Em 2016, a DC Comics anunciou que Gerard Way cuidaria de um selo próprio dentro da editora, intitulado de Young Animal; onde escreverá Doom Patrol e Cave Carson has a Cybernetic Eye, além de supervisionar dois outros títulos. Em 2018, a editora anunciou o encerramento do selo.

### 2001-presente: Televisão
Em 2001, ele co-criou um desenho animado com Joe Boyle chamado, The Breakfast Monkey para o Cartoon Network, mas a rede não aceitou o conceito, alegando que era muito semelhante à Aqua Teen Hunger Force que já estava em produção.
Em 2013, Geard fez sua estreia como diretor de televisão no canal The Hub, dirigindo a série The Aquabats! Super Show!, depois co-dirigiu e co-escreveu o episódio final da segunda temporada da série The AntiBats!, com os co-criadores da série Christian Jacobs e Jason DeVilliers. Além disso, o irmão de Way, Mikey aparece no episódio, interpretando o vocalista de uma fictícia banda de death metal chamada Asthma. No ano seguinte, o episódio foi nomeado para o Daytime Emmy Award na categoria de "Melhor escrita em uma série infantil".
Em 2017, foi anunciado que a Netflix vai adaptar The Umbrella Academy para uma série de TV, e Gerard atuará como produtor.

## Vida pessoal
Geard lutou contra o alcoolismo e a dependência de medicamentos por muitos anos, mas a partir de 2007 conseguiu manter a sobriedade. Em uma edição de novembro de 2010 da revista Spin, ele afirmou que, ao se tornar uma pessoa mais feliz e se sentir mais no controle, conseguiu aproveitar a álcool de forma ocasional e recreativa.
Em 3 de setembro de 2007, após um show no Colorado, Geard se casou, no último dia da turnê Projekt Revolution, com Lyn-Z, baixista da Mindless Self Indulgence. Um membro da equipe de turnê, que também era um ministro, realizou a cerimônia de forma discreta. Sua filha nasceu em 27 de maio de 2009. Eles atualmente moram em Los Angeles.
Geard foi criado na fé católica, afirmando em 2006 que não era mais católico e, em 2013, que era um teísta que "sempre reconheceu ter recebido dons artísticos de Deus".

Em 2014, Gerard começou a falar abertamente sobre suas lutas com identidade de gênero na Internet e em entrevistas. Em um "Ask Me Anything" (AMA) no Reddit hospedado por Gerard em outubro de 2014, ele afirmou:
"Eu sempre fui extremamente sensível às pessoas que têm questões de identidade de gênero, pois sinto que também passei por isso, mesmo que em uma escala menor. Sempre me identifiquei bastante com o gênero feminino e, em certo ponto do MCR, comecei a expressar isso através do meu visual e estilo quando me apresentava. Não é surpresa que todas as minhas inspirações e influências estivessem desafiando limites de gênero. Freddy Mercury, Bowie, Iggy, glam rock, T. Rex. A masculinidade sempre me fez sentir que não era certa para mim."
Em janeiro de 2015, Gerad foi destaque no The Boyzine, uma revista independente publicada pelo vocalista da banda SWMRS, Cole Becker. Geard Way novamente discutiu sua identidade de gênero, comentando:
"Nunca me identifiquei realmente com a masculinidade arquetípica enquanto crescia, não tinha interesse em esportes ou algo assim. Houve um momento em que me chamavam tanto de menina que, quando descobri a ideia de transexualidade, me considerava mais uma menina. Então me identifico muito com pessoas trans e mulheres porque eu era uma menina para muitas pessoas quando crescia."
Em 2015, Gerard revelou no Reddit que é primo de primeiro grau do comediante Joe Rogan. Em outubro de 2019, Rogan confirmou isso em seu podcast. Ele também disse que, apesar disso, os dois nunca se encontraram.

## Discografia

### My Chemical Romance

#### Álbuns de estúdio
- I Brought You My Bullets, You Brought Me Your Love (2002)
- Three Cheers for Sweet Revenge (2004)
- The Black Parade (2006)
- Danger Days: The True Lives of the Fabulous Killjoys (2010)

#### EP's de estúdio
- Like Phantoms, Forever (2002)
- Warped Tour Bootleg Series (2005)
- AOL Sessions (2007)
- Live and Rare (2007)
- ¡Venganza! (2009)
- The Black Parade: The B-Sides (2009)
- The Mad Gear and Missile Kid (2010)
- Conventional Weapons (2012)

#### Álbuns ao vivo
- Life on the Murder Scene (2006)
- The Black Parade Is Dead! (2008)

### Solo
- Hesitant Alien (2014)

### Séries
- The Umbrella Academy:
  - Apocalypse Suite (2007-2008)
  - Dallas (2008-2009)
- The true lives of the Fabulous Killjoys (2013)
- Cave Carson Has a Cybernetic Eye (2016-2018)
- Doom Patrol (2016-2018)[63]

### Histórias individuais
- Edge of Spider-Verse n° 5 (2014)
- "Untitled", Vertigo Quarterly: Yellow (2014)
- Edge of Spider-Geddon n° 2 (2018)